# Ken Whittingham
Ken Whittingham (...) è un regista statunitense.
Ha sceneggiato diversi episodi di svariate serie televisive, le cui principali sono One on One, Strepitose Parkers, The Bernie Mac Show, Scrubs - Medici ai primi ferri, Tutti odiano Chris, Amanda Show, Girlfriends, The Office, My Name Is Earl, Parenthood, Entourage e 30 Rock.
Le sue regie minori invece comprendono serie quali The King of Queens, Una mamma per amica, Jake In Progress, Ugly Betty, Still Standing, Community, The Middle e Prima o poi divorzio!.
Ha diretto anche alcuni episodi di Royal Pains e Aiutami Hope!.

## Vita privata
Ha 2 figli: Miles e Mason e una figlia di nome Kennedi ed è felicemente sposato con sua moglie Loretta.

## Filmografia parziale
- Malcolm & Eddie – serie TV, 4 episodi (1997)
- Moesha – serie TV, 4 episodi (1998-2001)
- Amanda Show (The Amanda Show) – serie TV, 12 episodi (1999-2002)
- Strepitose Parkers (The Parkers) – serie TV, 14 episodi (2000-2003)
- Girlfriends – serie TV, 4 episodi (2001-2003)
- One on One – serie TV, 29 episodi (2001-2006)
- Prima o poi divorzio! (Yes, Dear) – serie TV, episodio 2x18 (2002)
- The Bernie Mac Show – serie TV, 11 episodi (2002-2006)
- Scrubs - Medici ai primi ferri (Scrubs) – serie TV, 12 episodi (2002-2009)
- The King of Queens – serie TV, episodi 6x07-7x10-8x16 (2003-2006)
- Still Standing – serie TV, episodio 4x09 (2005)
- Tutti odiano Chris (Everybody Hates Chris) – serie TV, 7 episodi (2005-2009)
- My Name Is Earl – serie TV, 5 episodi (2006-2009)
- The Office – serie TV, 9 episodi (2005-2010)
- Entourage – serie TV, 10 episodi (2006-2010)
- Jake In Progress – serie TV, episodio 2x05 (2006)
- Una mamma per amica (Gilmore Girls) – serie TV, episodio 6x20 (2006)
- Ugly Betty – serie TV, episodio 1x09 (2006)
- The Middle – serie TV, 10 episodi (2009-2011)
- 30 Rock – serie TV, 6 episodi (2009-2013)
- Royal Pains – serie TV, episodi 2x12-5x04 (2010, 2013)
- Parenthood – serie TV, 6 episodi (2010-2014)
- Parks and Recreation – serie TV, 8 episodi (2010-2015)
- Community – serie TV, episodio 1x18 (2010)
- Suburgatory – serie TV, 10 episodi (2011-2014)
- Aiutami Hope! (Raising Hope) – serie TV, episodio 4x10 (2013)
- Survivor's Remorse – serie TV, 4 episodi (2014-2015)
- Black-ish – serie TV, 10 episodi (2014-2019)
- Life in Pieces – serie TV, 4 episodi (2016-2018)
- American Housewife – serie TV, 7 episodi (2016-2020)
- Grace and Frankie – serie TV, 12 episodi (2017-in corso)
- Papà, non mettermi in imbarazzo! (Dad Stop Embarrassing Me!) – serie TV, 6 episodi (2021)
- Kenan – serie TV, 6 episodi (2021)